# Islam Matsíev
Islam Jamzátovich Matsíev –en ruso, Ислам Хамзатович Мациев– (10 de diciembre de 1973) es un deportista ruso, de origen checheno, que compitió en judo. Ganó dos medallas en el Campeonato Europeo de Judo, plata en 1998 y bronce en 2002.

## Palmarés internacional
| Campeonato Europeo | Campeonato Europeo  | Campeonato Europeo | Campeonato Europeo |
| Año                | Lugar               | Medalla            | Categoría          |
| ------------------ | ------------------- | ------------------ | ------------------ |
| 1998               | Oviedo (España)     | Medalla de plata   | –66 kg             |
| 2002               | Maribor (Eslovenia) | Medalla de bronce  | –66 kg             |